# Pachira stenopetala
Pachira stenopetala är en malvaväxtart som beskrevs av Giovanni Casaretto. Pachira stenopetala ingår i släktet Pachira och familjen malvaväxter. Inga underarter finns listade i Catalogue of Life.